# Toxische positiviteit
Toxische positiviteit, ook wel giftige positiviteit, is een geforceerde vorm van optimisme. Doordat er geen ruimte wordt gegeven aan negatieve gedachten en gevoelens kan toxische positiviteit negatieve gevolgen hebben.

## Definitie
Volgens de Amerikaanse psycholoog Erin Engle is toxische positiviteit "een intense of blijvende druk om gelukkig te zijn, vaak door een positieve instelling te behouden, ongeacht hoe moeilijk of verontrustend de omstandigheden zijn." Volgens Engle worden negatieve gevoelens hierbij onbedoeld gestigmatiseerd. 
De term toxische positiviteit is afkomstig van de Engelse term toxic positivity. Deze term werd voor het eerst gebruikt in 2011 door Jack Halberstam in het boek The Queer Art of Failure. Het fenomeen werd echter al in de jaren tachtig van de twintigste eeuw onderzocht door onder meer Neil Weinstein, die het fenomeen omschreef als 'onrealistisch optimisme'.
Toxische positiviteit kan overkomen als paternalistisch en afwijzend, is het veelal gebaseerd op onlogische redeneringen en weerspiegelt het de neoliberale ideologie van positief denken.

## Ontstaan en gevolgen
Volgens psycholoog Tabitha Kirkland komt toxische positiviteit over als een gebrek aan empathie voor zichzelf en de ander, en kan het voortkomen uit een gevoel van ongemak rond negatieve emoties. Zij merkt op dat mannen in hun jeugd vaak aangemoedigd worden hun emoties te leren onderdrukken, terwijl vrouwen leren vooral positieve emoties te tonen. In een studie uit 2023 onder adolescenten kwam naar voren dat vrouwen vergeleken bij mannen lagere niveaus van toxische positiviteit vertoonden. Dit kan erop duiden dat vrouwen vaker hun negatieve emoties erkennen en uiten dan mannen.
Toxische positiviteit kan een copingmechanisme zijn dat ervoor zorgt dat stress afneemt. Op de lange termijn kan het echter een negatief effect hebben op het psychisch welbevinden en op relaties met anderen, aangezien toxische positiviteit een persoon ervan weerhoudt aanwezige negatieve gevoelens bij zichzelf en anderen onder ogen te komen en te bespreken. Zo kan toxische positiviteit leiden tot onder meer schuldgevoelens en schaamte, een verminderd mentaal welzijn en kan het angstgevoelens en depressieve gevoelens versterken. Daarnaast zijn mensen dan minder geneigd hulp te zoeken.
Volgens Erin Engle zijn de gevolgen van toxische positiviteit:
- Het gevoel hebben dat de eigen emotionele ervaring er niet toe doet.
- Verminderde effectieve coping.
- Geïnternaliseerd zelfstigma of het hebben van schuldgevoelens rond negatieve emoties.
- Een onrealistisch gevoel van controle over moeilijke omstandigheden in het leven.
- Een onvermogen de situatie te leren begrijpen en ervan te leren.

Op de lange termijn kan het niet goed verwerken van negatieve emoties leiden tot psychologische problemen waaronder slaapstoornissen, een verhoogd risico op middelenmisbruik, acute stress en PTSS.

## Mishandeling
Toxische positiviteit kan in sommige gevallen een vorm van psychische mishandeling zijn waarbij ervaringen worden gedevalueerd, afgewezen en geminimaliseerd. Daarnaast kan het gebruikt worden om de ernst van de mishandeling te bagatelliseren. Ook wordt toxische positiviteit een vorm van gaslighting genoemd: "Het vertelt mensen dat wat ze voelen niet echt is, dat ze het verzinnen en dat ze de enige zijn die zich zo voelen", aldus psychotherapeut Whitney Goodman.
In een studie uit 2020 naar huiselijk geweld kwam naar voren dat personen die een te optimistische blik op de wereld hebben moeite hebben met het inschatten van de ernst van de situatie en om die reden vaker in deze situatie blijven. Hierdoor hadden zij een vergrote kans onderworpen te worden aan escalerend geweld en misbruik.